# Émeutes de 1929 en Palestine mandataire
Les émeutes de 1929 en Palestine mandataire, également connues sous le nom de Massacres de 1929 ( מאורעות תרפ"ט, littéralement les évènements de 5689 Anno Mundi), ou de la révolte de la Bouraq (ثورة البراق), se réfèrent à une série de manifestations et d'émeutes fin août 1929, qui font suite à un différend de longue date entre arabes et Juifs sur l'accès au Mur des Lamentations à Jérusalem.
Pendant la semaine d'émeutes du 23 au 29 août, 133 Juifs ont été tués par les Arabes et 339 autres ont été blessés, tandis que 110 Arabes ont été tués et 232 ont été blessés, la grande majorité par les forces de l’Empire britannique,,,,,.
La Commission Shaw du nom du juge britannique Sir Walter Shaw qui la présida, a émis pour opinion dans son rapport que la cause fondamentale « sans laquelle les troubles n’auraient pas eu lieu ou n’auraient été que des manifestations locales est le sentiment d'animosité et d'hostilité des Arabes envers les Juifs qui découlent de la non-réalisation de leurs aspirations politiques et nationales et de la peur pour leur avenir économique ». Cette peur provenant entre autres des réceptions devant les termes de la déclaration de Balfour. Une autre cause majeure est le pressentiment par les Arabes que les nouveaux immigrants juifs soient non seulement une menace pour leur gagne-pain, mais se présentent comme une nouvelle autorité pour l’avenir. Avraham Sela décrit les émeutes comme « sans précédent dans l'histoire du conflit arabo-juif en Palestine, dans la durée, l'étendue géographique et les dommages directs en termes de vies et de biens ».

## Les tensions autour du Mur des lamentations

### Premiers incidents
Le Mur des lamentations est le plus saint des sites juifs, car il est le dernier vestige des anciens remparts qui entouraient le Second Temple,. Les Juifs, par la pratique au fil des siècles, bénéficiaient d'un droit d'accès au Mur des lamentations pour les besoins de leurs dévotions. Faisant partie du Mont du Temple, le Mur des lamentations était sous le contrôle de la fondation musulmane : le Waqf de Jérusalem. Par ailleurs, les musulmans considèrent le mur comme faisant partie de la mosquée Al-Aqsa, le troisième lieu saint de l'islam, et selon la tradition islamique l'endroit où Mahomet attacha son cheval, Buraq, avant son voyage de nuit vers le ciel. Légalement, en 1929, le Mur des lamentations était propriété musulmane. Ces différences ont été la source des premières tensions communautaires.
À la suite d’incidents récurrents dont le dernier en date eut lieu en septembre 1925 (soit 4 ans avant les émeutes), une réglementation avait été adoptée interdisant aux Juifs de venir avec des sièges et des bancs au pied du Mur des lamentations, même si ceux-ci étaient destinés à des fidèles qui étaient âgés et infirmes. Cette règle peut sembler stricte mais elle était surtout en conformité avec les principes directeurs de la gestion des lieux qui étaient de moins en moins respectés depuis quelques années.
En effet, les autorités britanniques avaient mis en place des règles très restrictives ; toute tentative d’adaptation des rites au niveau du site pouvant être interprétée par les musulmans comme faisant partie du « projet sioniste », ces derniers craignaient que les bancs ne soient qu’une première étape avant l’appropriation totale du site et sa transformation en une synagogue.
Cette crainte était aussi la réponse aux déclarations plusieurs mois auparavant du leader sioniste Menahem Ussishkin qui avait prononcé un discours réclamant « un État juif sans compromis et sans concessions, de Dan jusqu'à Beer Sheva, depuis la grande mer vers le désert, y compris la Transjordanie ». Il avait conclu : « Jurons que le peuple juif ne se reposera pas et ne saura garder le silence jusqu'à ce que son foyer national soit construit sur notre Mont Moriah », une référence au Mont du Temple.
En septembre 1928, des Juifs priant au Mur des lamentations le jour de Yom Kippour avaient placé des chaises malgré l’interdiction des autorités et une mekhitsa, composé de quelques cadres en bois, recouverts de tissu afin de séparer les hommes et les femmes. Le Commissaire britannique de Jérusalem Edward Keith-Roach, alors en visite sur l’Esplanade des mosquées surplombant la zone de prière, souligna la présence de l'écran en bois qu’il avait explicitement interdit la veille. La mekhitsa étant décrite comme une violation du statu quo établie par l’Empire ottoman et qui interdisait aux Juifs de faire toute «construction» à la zone du Mur des lamentations. Keith-Roach, gouverneur de Jérusalem par le mandat britannique, demanda à la police de retirer le panneau en raison des plaintes des musulmans. Mais le religieux insista pour que la séparation en bois reste debout jusqu'à la fin de la prière, ce à quoi Keith-Roach a convenu. Toutefois, en refusant de retirer l’installation en bois, dix hommes armés ont été envoyés, soutenu par les résidents arabes. Un violent affrontement avec les Juifs présents eut lieu, et l’installation fut détruite.

### Réactions
L'intervention a attiré par la suite les critiques de certains Britanniques qui ont jugé qu'une force excessive avait été exercée sans bon jugement, bien que le gouvernement britannique ait publié une déclaration défendant l'action dans son principe. L’intervention a également suscité les plaintes des autorités juives à la Couronne britannique mais également des pétitions d’organisations sionistes et des rabbins Kook et Meir à la Société des Nations. La réponse de la SDN fut la suivante : « It hopes that the Mandatory Power will thus succeed in allaying public feeling and that neither party will, through unreasonable demands or intolerant refusals, assume the responsibility of provoking public disturbances ».
Les stratégies des deux côtés étaient d’adopter des positions extrêmes et d’user des symboles religieux pour s’assurer l’adhésion de la population.
Les sionistes se sont par exemple approprié un minaret Ottoman musulman des murs de l’ancienne ville comme symbole de leur propagande. Un drapeau sioniste représentait même fortement le dôme du Rocher dans une publication plus tard remarqué par les musulmans.

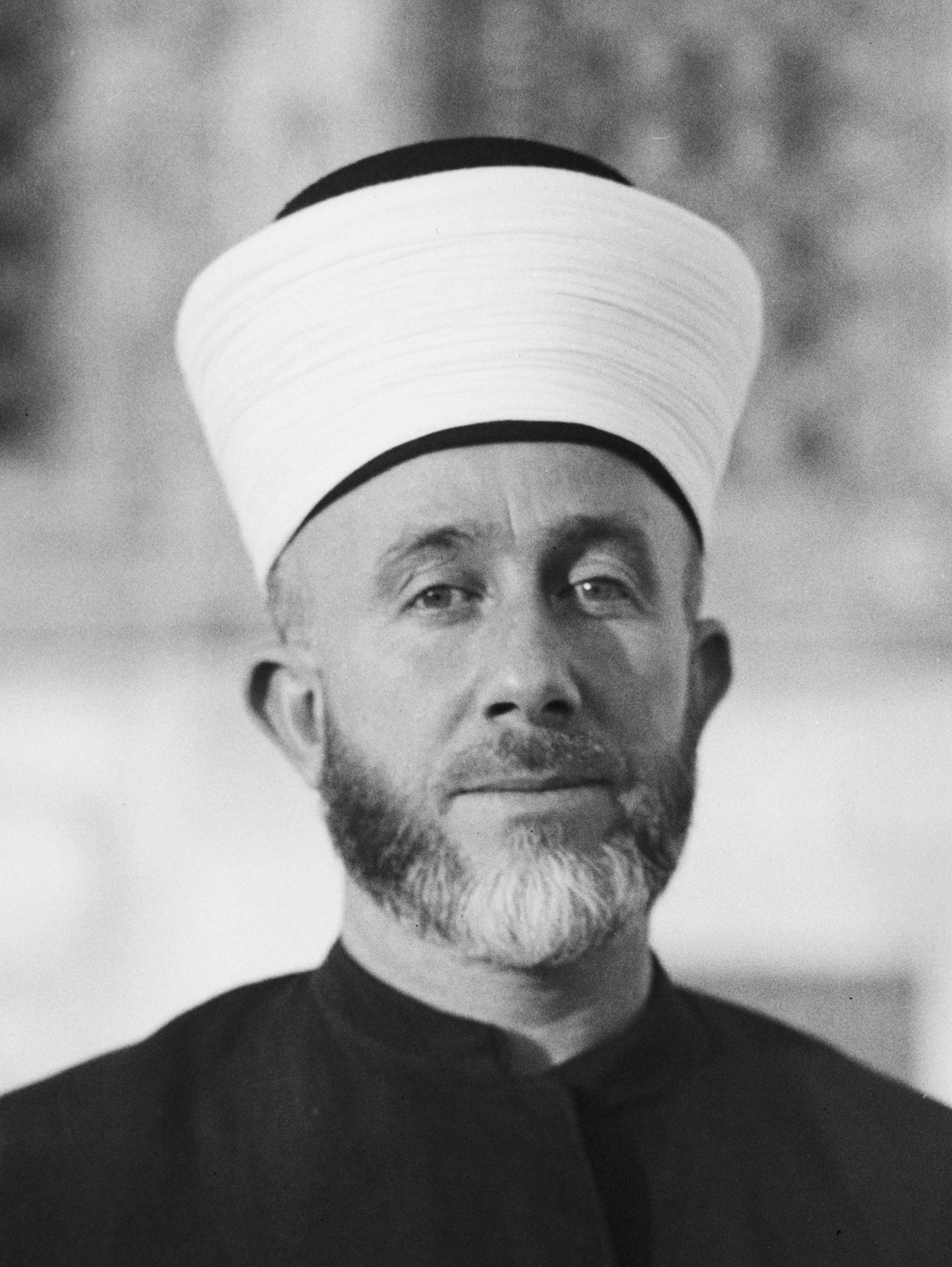
Haj Amin al Husseini

Haj Amin al Husseini, le Grand Mufti de Jérusalem distribua des tracts aux Arabes en Palestine et dans le monde arabe, affirmant que les Juifs avaient l'intention de prendre le contrôle de la mosquée al-Aqsa.
Le tract indiquait que le gouvernement était « responsable des conséquences de toute mesure que les musulmans pourraient adopter dans le but de défendre eux-mêmes le saint Burak en cas d'échec du gouvernement... pour empêcher toute intrusion de la part des Juifs ». Un mémorandum publié par le Waqf de Jérusalem déclara également : « s’être rendu compte par l'expérience amère des aspirations cupides et illimitées des Juifs à cet égard, les musulmans pensent que le but des Juifs est de progressivement prendre possession de la mosquée d'Al-Aqsa sous prétexte qu’il correspond à l’emplacement de leur Temple », et il a ainsi conseillé aux Juifs « d’arrêter cette propagande hostile qui va naturellement engendrer une réaction commune dans tout le monde musulman, dont la responsabilité incombera aux Juifs ».
La Commission Shaw a également déclaré que certains articles de la presse arabe publiaient des documents à propos du Mur des Lamentations, qui « étaient de nature à exciter tout lecteur sensible ». Une des conséquences étaient que les fidèles juifs étaient souvent la cible de bagarres et de jet de pierres.
En octobre 1928, le Grand Mufti de Jérusalem entrepris des rénovations au niveau de l’esplanade des mosquées (soit au-dessus du Mur). Des mules ont été conduites à travers la zone de prière laissant des excréments ; et des déchets et de l'eau a été jetée sur place. Un muezzin a également été nommé pour effectuer l'appel à la prière juste à côté du mur, l’heure de l’appel coïncidant avec l’heure de prières des Juifs. Les Juifs ont ainsi protesté contre ces provocations et les tensions ont augmenté d’un cran,,,.
Les Sionistes d’extrême droite ont alors exigé le contrôle du Mur, certains allant même jusqu'à appeler ouvertement à la reconstruction du Second Temple, alimentant les craintes des musulmans sur les intentions sionistes. Ben-Gourion déclara que le mur devait être « racheté », prédisant qu'il pourrait atteindre leur objectif en moins de 6 mois.
Durant le printemps 1929, le journal sioniste révisionniste Doar HaYom commençant une longue campagne réclamant le droit des Juifs sur le Mur et l’espace attenant. Le 6 août, les forces de police palestinienne établirent un poste de police à côté du Mur. Le 14 août, les groupes paramilitaires sionistes Haganah et Brit Trumpeldor ont tenu une réunion à Tel Aviv avec près de 6 000 personnes s’opposant à la décision de la Commission de 1928 qui confirmait que le Mur était propriété musulmane.

## Marche vers le Mur des lamentations et contre-manifestation

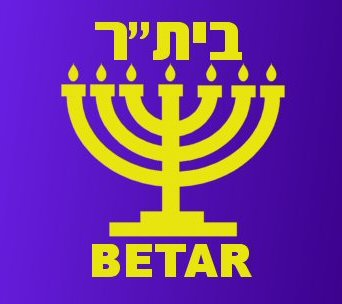
Logo du Betar.

Le jeudi 15 août 1929, pendant le jeûne juif de Tish’a bè'Av, plusieurs centaines de membres du Comité Joseph Klausner pour le Mur des lamentations, dont des nombreux membres de la jeunesse du mouvement sioniste révisionniste Betar de Vladimir Jabotinsky, alors sous la direction de Jeremiah Halpern, marcha sur le Mur des lamentations en criant « C’est notre mur », et en levant le drapeau national juif et en chantant Hatikva, l'hymne juif. La commission Shaw a conclu plus tard que la foule est restée globalement pacifique mais que certains « éléments indésirables » provoquaient et menaçaient les musulmans.
Les autorités avaient été informées à l'avance de la tenue de la marche et avaient fourni une escorte policière dans le but de prévenir tout incident. Toutefois de nombreux récits révèlent que les jeunesses d’extrême droite juive avaient attaqué les résidents locaux et avait insulté le nom du Prophète Mahomet,,,.
Le vendredi 16 août, après un sermon incendiaire après la prière du vendredi, une manifestation organisée par le Waqf de Jérusalem marcha vers le Mur. Le Haut-Commissaire par intérim britannique convoqua le Mufti Haj Amin al-Husseini et lui indiqua qu'il n’avait jamais été informé d'une telle manifestation qui aura lieu au Mur des Lamentations, et que cela risquerait d’augmenter rapidement les tensions étant donné la symbolique du Mur pour les Juifs. Au mur, la foule brûla des livres de prières, des accessoires liturgiques et des notes de supplication laissés dans les fissures de la paroi avant que la manifestation ne dégénère et que, entre autres, le responsable religieux juif ne soit blessé. Les émeutes se propagèrent à la zone commerciale de la ville juive,,.
À la suite de cela, des articles incendiaires incitant à la rébellion sont apparus dans les médias arabes et des dépliant, signées par le « comité des Saints Guerriers en Palestine », déclarant que les Juifs avaient violé l'honneur de l'Islam, et que : « Les cœurs sont troublés à cause de ces actes barbares, et les gens ont commencé à scander « guerre, Jihad... rébellion ».... O nation arabe, les yeux de vos frères en Palestine sont sur vous... et ils éveillent vos sentiments religieux et le fanatisme national à se soulever contre l'ennemi qui a violé l'honneur de l'Islam, qui a violé ses femmes et assassiné veuves et bébés »,.
La même après-midi, le journal juif Doar HaYom publia un article incendiaire décrivant la marche musulmane, sur la base de déclarations de Wolfgang von Weisl qui selon la Commission Shaw se sont révélées être de fausses informations.
Le 18 août, le journal Haaretz critiqua Doar HaYom. Dans un article intitulé« Celui qui sème le vent récolte la tempête », on peut lire : « Le poison de la propagande coulait dans ses colonnes chaque jour jusqu'à ce qu'il empoisonne l'atmosphère et a provoqué la manifestation de jeudi.... Et cela a servi de prétexte pour la manifestation incontrôlée des Arabes », soulignant ainsi le rôle volontaire des sionistes révisionnistes dans la montée des violences.

## L’escalade
Le jour suivant un incident qui était « à l’origine de nature personnelle » se déclencha quand un jeune homme sépharade du nom de Abraham Mizrachi fut mortellement poignardé par un Arabe sur le terrain de Maccabi près de Mea Shearim dans le quartier de Bukharan après une dispute qui commença lorsqu'il essaya de récupérer son ballon tombé sur un terrain arabe,. Une foule juive attaqua et blessa sévèrement le policier venu arrêter l'Arabe responsable, avant de s'en prendre au quartier avoisinant, occasionnant de nombreux blessés parmi la population arabe.
Abraham Mizrachi mourut le 20 août et ses funérailles devinrent l'occasion de sérieuses manifestations anti-arabes. Ces dernières furent maitrisées avec la même force qu’au début. Plus tard, une réunion nocturne tenue par des dirigeants juifs, en présence du haut-commissaire Harry Luke, de Jamal al-Husayni, et de Yitzhak Ben-Zvi, échoua dans sa tentative d'appeler à la fin des violences.
Sur les quatre jours suivants, la police de Jérusalem rapporta 12 attaques de Juifs contre des Arabes et 7 attaques d’Arabes contre des Juifs,.
Le 21 août, l’Agence juive pour la Palestine envoya un télégramme à l’Organisation sioniste mondiale décrivant l'excitation générale et la peur des Arabes envers les Juifs : « Population de nouveau très excitée et fausses alertes causent paniques locales dans divers quartiers, mais pas plus d’incidents dans la journée. Arabes sont aussi excités et effrayés par les Juifs. Souhaitable insistent avec besoins du gouvernement local des mesures sérieuses assurant la sécurité publique. Nous lançons appel de garder population calme, refréner les manifestations, et observer la discipline, mais se sent gêné par l'attitude militante de Doar Hayom et également une partie de la jeunesse influencée par l'agitation révisionniste. Pouvez-vous parler aux dirigeants révisionnistes ? ».

## Éclatement des émeutes

### Les émeutes de Jérusalem du 23 août
Le rapport Shaw a constaté que le « l'explosion à Jérusalem le 23 août a commencé par une attaque des Juifs par les Arabes sans qu'on puisse établir de lien avec un meurtre antérieur d’un Arabe par un Juif »[réf. nécessaire].
Le vendredi 23 août, des milliers de villageois arabes se sont rendus à Jérusalem depuis les campagnes environnantes pour prier sur l’Esplanade des mosquées, beaucoup armés de bâtons et de couteaux. Harry Luke a demandé du renforts d’Amman. Vers 09:30 les commerçants juifs ont commencé à fermer boutique et à 11:00, 20-30 tirs ont été entendus sur l’Esplanade des mosquées, apparemment pour exciter la foule. Harry Luke a téléphoné au Mufti pour qu’il vienne calmer une foule qui était rassemblée sous sa fenêtre près de la porte de Damas, mais l'impression du commissaire était que la présence du chef religieux semblait avoir l'effet inverse. À midi, les frictions s’étaient répandues dans le quartier juif de Mea Shearim où deux ou trois Arabes ont été tués par des Juifs. Le consulat américain a documenté l’évènement en détail, et a indiqué que les meurtres avaient eu lieu entre midi et midi et demi. La commission Shaw a décrit l’énervement des Arabes et il était clair que dès 12 h 50 des groupes se formaient et qu'à partir 13h15 des Arabes tuaient des Juifs,.
Réagissant à l’information que deux Arabes avait été assassinés par les Juifs, les Arabes ont commencé à attaquer les Juifs dans la vieille ville de Jérusalem. La violence s’est propagée rapidement à d'autres parties de la Palestine. Les autorités britanniques avaient moins de 100 soldats, six véhicules blindés, et cinq ou six aéronefs dans le pays ; les Forces de Police de Palestine avaient 1 500 hommes, mais la majorité étaient arabes, avec un petit nombre de Juifs et 175 officiers britanniques. En attendant des renforts, de nombreux responsables de l'administration non formés ont été tenus de se joindre à la police, mais les fonctionnaires juifs ont été renvoyés à leurs bureaux. Plusieurs étudiants anglais en théologie de l’université d'Oxford se sont joints à la sécurité. Bien qu'un certain nombre de Juifs ont été tués à la porte de Jaffa, les policiers britanniques n’ont pas ouvert le feu de peur de voir la foule arabe rediriger sa colère et sa frustration contre la police.

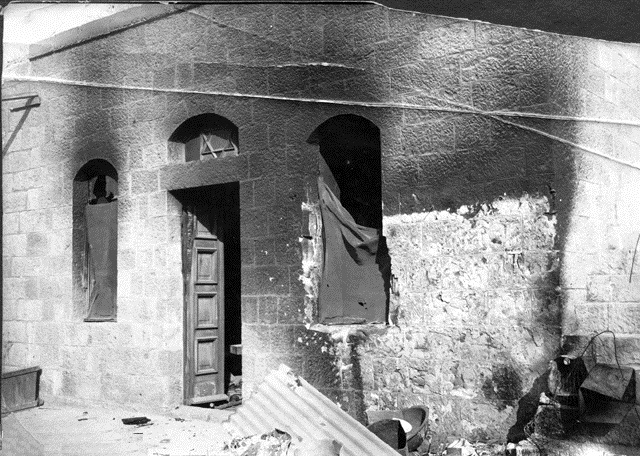
Maison juive à Motza, brûlée lors des émeutes de 1929.

Yemin Moshe était l’un des rares quartiers juifs à répliquer en tirant, la plupart des Juifs de Jérusalem ne se défendaient pas. À l’éclatement des violences, et de nouveaux dans les jours suivants, le marxiste sioniste Yitzhak Ben-Zvi demanda d’armer des milices juives mais cela fut naturellement refusé. Le 24 août, 17 Juifs ont été tués dans la région de Jérusalem. Les plus importantes tueries ont eu lieu à Hébron et Safed tandis que d'autres ont été tués à Motza, Kfar Uria, Jérusalem et Tel Aviv. Il y a eu beaucoup d'attaques isolées contre des villages juifs, et dans six cas, des villages ont été entièrement détruits, accompagnés de pillages et d’incendies. À Haïfa et Jaffa, la situation s’est détériorée et un officier de police a réussi à conjurer une attaque sur un quartier entre Jaffa et Tel-Aviv en tirant sur une foule arabe[évasif]. Le directeur de l’hôpital de Jérusalem a envoyé un télégramme à New York décrivant les blessés et indiquant que des Arabes attaquaient des hôpitaux juifs.
Inversement, les Juifs ont également attaqué les Arabes et détruit leurs maisons essentiellement dans les quartiers théâtres de conflits antérieurs. Le pire exemple d'une attaque juive sur les Arabes a eu lieu dans le quartier entre Tel-Aviv et Jaffa, où l'imam d'une mosquée et six autres personnes ont été tués.
Selon la commission Shaw, les troubles n’étaient pas prémédités et n’ont pas été coordonnés mais se sont étendus depuis Jérusalem à la plupart des foyers de population de la région.
Plus tard dans la journée du 23 août, les autorités britanniques ont armé 41 gendarmes spéciaux et 18 anciens soldats juifs et 60 autres Juifs pour défendre les quartiers juifs de Jérusalem. Le lendemain, les notables arabes ont publié une déclaration indiquant que « qu’un faisceau d’informations et de preuves s'est propagé confirmant que le gouvernement britannique avait engagé et armé des Juifs, qu'il avait recruté des ex-soldats juifs qui avaient servi dans la Grande Guerre, et que les forces britanniques tiraient exclusivement sur les Arabes ». Le mufti de Jérusalem déclara qu'il y avait une grande foule d'Arabes exacerbés par la situation sur l’esplanade des mosquées qui exigeaient également des armes pour se défendre, et que cette foule estimaient que le recrutement de Juifs comme gendarmes spéciaux portant des armes était une violation de la bonne foi par les Britanniques. Le gouvernement britannique a d'abord nié l’information, mais le 27 août, face à l’évidence, il a été contraint de dissoudre les groupes et de désarmer les gendarmes spéciaux.

### Le massacre d’Hébron, le 24 août

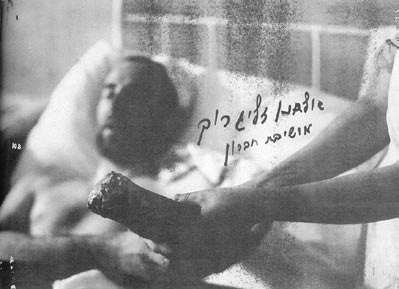
Elhanan Zelig Roch, un étudiant de la yechiva de Hébron, perdit sa main lors des pogroms de 1929.

Le massacre d'Hébron de 1929 (auquel il est également fait référence en tant que pogrom d'Hébron) s'est déroulé le 24 août 1929 dans la ville d'Hébron, en Palestine mandataire. Des Arabes y tuent environ 67 Juifs, en blessent 53 et pillent des maisons et des synagogues. 435 Juifs survivent aux événements dont 300 environ grâce à l'intervention de voisins arabes. Ils sont évacués par les autorités britanniques les jours suivants.
Ces attaques, qui font suite à des rumeurs selon lesquelles les Juifs essayeraient de conquérir les lieux saints de Jérusalem, sont les plus importantes de celles liées aux émeutes de Palestine en 1929 qui ont fait au total 133 Juifs et 116 Arabes tués.
Les attaques de 1929 et le massacre d'Hébron en particulier sont un pas supplémentaire dans l'évolution des relations entre Juifs et Arabes dans la région et jouent un rôle déterminant tant pour l'histoire du sionisme que pour celle du nationalisme palestinien. Elles mettent un terme à une présence juive de plusieurs siècles à Hébron.

### La profanation de la mosquée de Nabi Okasha le 26 aout
Le 26 aout, la mosquée de Nebi Okasha Ibn Mohsin (compagnon du Prophète Mahomet) à Jérusalem a été saccagée par un groupe de Juifs. Selon la commission Shaw, la mosquée est « un sanctuaire de grande valeur historique et vénéré par de nombreux musulmans ». La mosquée a été fortement dégradée et la tombe du compagnon du prophète profanée.

### Le massacre de Safed, le 29 août

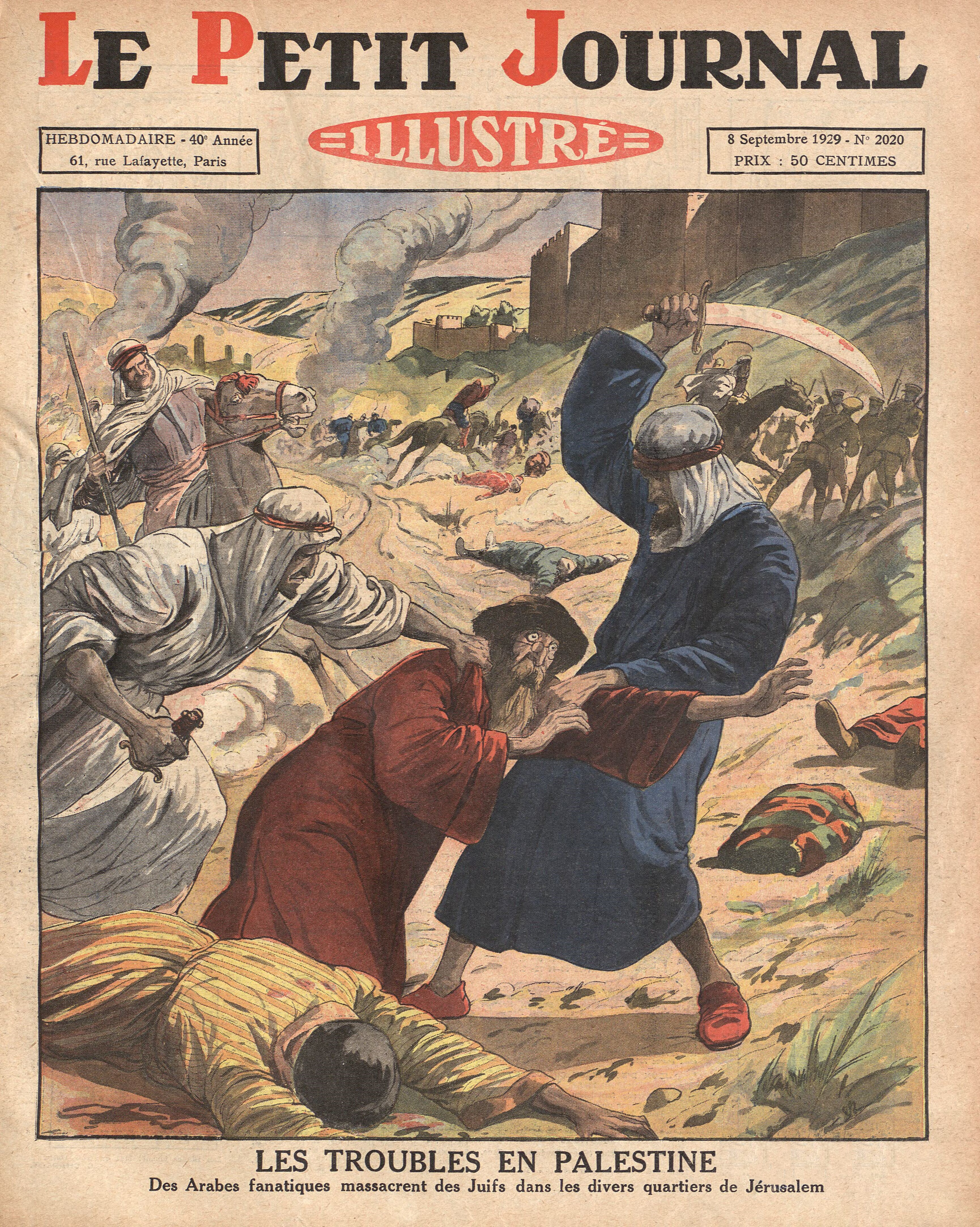
« Les troubles en Palestine. Des arabes fanatiques massacrent des Juifs dans les divers quartiers de Jérusalem », une du Petit Journal, le 8 septembre 1929.

À Safed, le 29 aout 18 Juifs ont été tués et 80 blessés. Les attaquants ont également pillé et mis le feu à des maisons.
La commission Shaw atteste que :
En Verbatim : « At about 5:15 pm, on the 29th of August, Arab mobs attacked the Jewish ghetto in Safed[…] The Police officer in charge at Safed; had for some days feared that an outbreak might occur; a small detachment from the Trans-Jordan Frontier Force had been sent to Safed […] Unfortunately they arrived about two hours after after the Arab attack, in the course of which some 45 Jews were killed or wounded, several Jewish houses and shops were set on fire, and there was a repetition of the wanton destruction which had been so prominent a feature of the attack at Hebron ».
Traduction : « A environ 17 h 15, le 29 août, les foules arabes ont attaqué le ghetto juif de Safed […]Le policier responsable de Safed craignait depuis quelques jours des émeutes et un petit détachement des forces de contrôles de la frontière transjordanienne a été envoyé a Safed[…] Malheureusement, ils arriveront 2 heures après l’attaque arabe au cours de laquelle quelque 45 Juifs ont été tués ou blessés, plusieurs maisons juives et des magasins ont été incendiés, et il y avait là la réédition d’un schéma de destruction aveugle comparable à l'attaque à Hébron ».
Un témoin oculaire décrivit le pogrom de Safed perpétré par des Arabes de Safed et des villages avoisinants armés d’armes et bidons d’essence. Il vit des corps brulés et mutilés. Plusieurs personnes furent brutalement tués.
Le massacre de Safed marqua la fin des émeutes.

## Pertes humaines

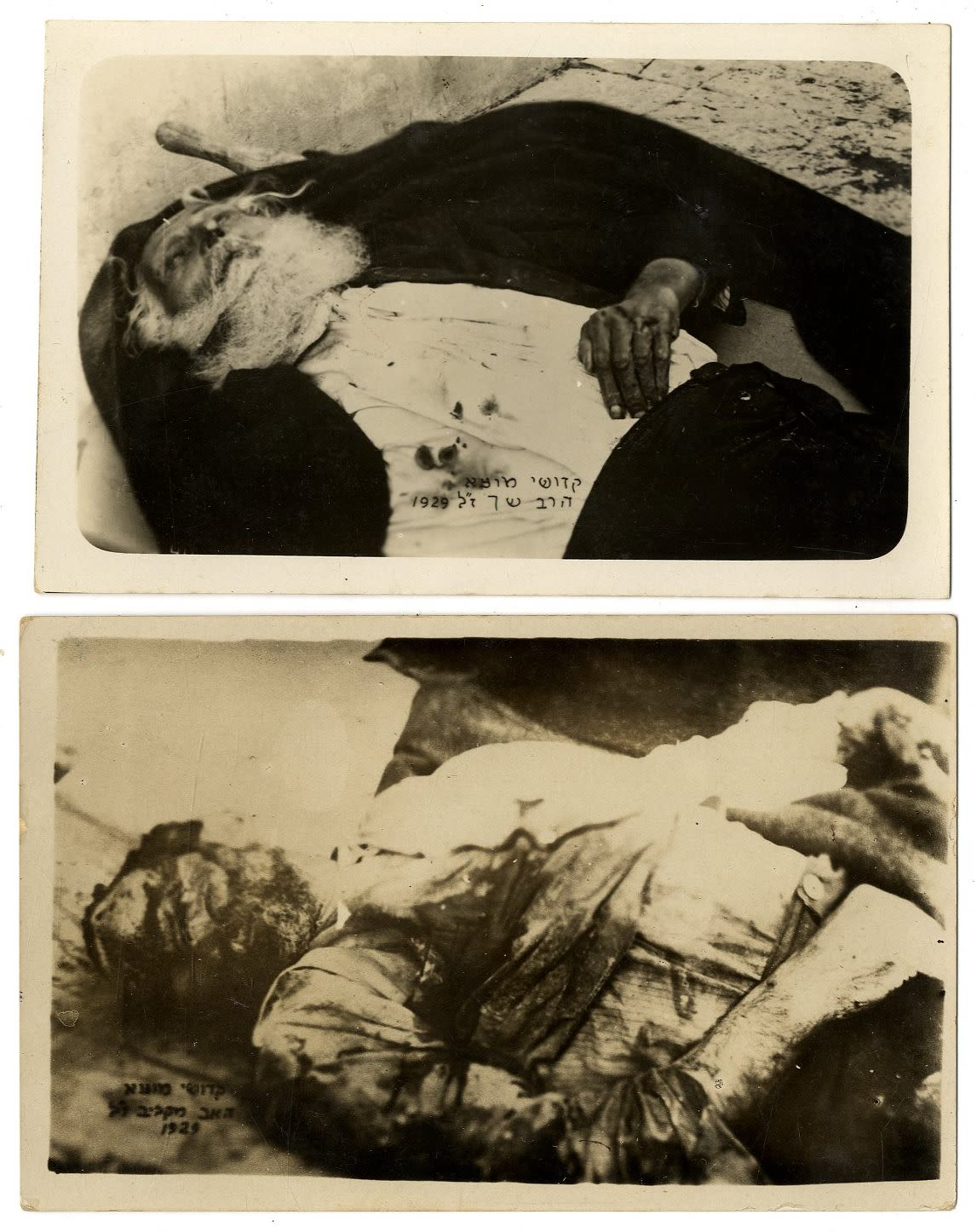
Cadavres des rabbins Shlomo Zalman Shach (1847-1929) et Aryeh Leib Maklef, assassinés par des émeutiers arabes en 1929.

Au cours de la semaine d’émeute du 23 au 29 août, 133 Juifs et 116 Arabes furent tués et 198 Juifs et 232 Arabes furent blessés.
Plus de 60 Juifs ont été tués à Hébron et la police a ouvert le feu à Naplouse et Jaffa. La police a également réussi à prévenir une manifestation en tirant ouvertement sur une foule d’Arabes entre Tel Aviv et Jaffa. Des Arabes ont attaqué le quartier juif de Safed, faisant 45 morts ou blessés. La majorité des 116 Arabes tués l’ont été par la police ou par l’action de groupes extrémistes sionistes paramilitaires.
Le nombre de pertes humaines provient des statistiques des autorités juives. Le nombre de pertes arabes provient des statistiques des personnes admises à l’hôpital. Cela n’inclut pas « un nombre considérable de pertes causées par des tirs dans les foules arabes ». La commission Shaw a découvert que de « nombreuses pertes arabes et peut-être certaines pertes juives proviennent de tirs de police ou de militaires en pleine foule ». Les notables arabes ont accusé le gouvernement britannique de ne tirer uniquement que sur les groupes d’Arabes,.

## Répercussion
Les émeutes ont conduit à de nombreux procès. Selon le procureur général en Palestine mandataire Noram Bentwich (lui-même sioniste et fils du leader sioniste Herbert Bentwich), le nombre de personnes passées en procès (avec le nombre de condamnés entre parenthèses) sont les suivants :
|        | Meurtres | Tentatives de meurtre | Pillages  | Petits délits |
| ------ | -------- | --------------------- | --------- | ------------- |
| Arabes | 124 (55) | 50 (17)               | 250 (150) | 294 (219)     |
| Juifs  | 70 (2)   | 39 (1)                | 31 (7)    | 21 (9)        |
Parmi les personnes condamnées pour meurtres, 26 Arabes furent condamnés à mort contre seulement 2 Juifs. Concernant les Arabes, 14 l’étaient pour les massacres de Safed et 11 pour les massacres d’Hebron. Le policier juif Shimchas Hinkis fut condamné pour meurtre de cinq personnes et pour en avoir grièvement blessées deux autres pour venger les meurtres de Juifs lorsqu’une foule se rassembla entre Tel Aviv et Jaffa,. De même, Joseph Urphali fut condamné dans deux procès pour meurtre, perdus deux fois en appel pour avoir tué volontairement deux Arabes depuis le toit de sa maison à Jaffa.
Certains Arabes ont également vu leur accusation annulée en appel et la plupart des condamnations à mort furent converties en peine d’emprisonnement par le Haut-Commissaire à l’exception de trois Arabes : Atta Ahmed el Zeer, Mohamamed Khalil Abu Jamjum and Fuad Hassab el Hejazi qui furent pendus le 17 juin 1930.
Des amendes collectives furent imposées aux familles arabes d’Hébron, de Safed et de certains villages. L’amende à Hébron était de 14 000 livres. En plus des amendes collectées auprès des Arabes, 100 000 livres furent distribuées aux familles des victimes (dont 90 % aux victimes juives).
Une petite douzaine de familles juives retourna à Hébron pour y rétablir une communauté, mais la plupart (sauf une) partit de nouveaux lors de la grande révolte arabe de 1936-1939 en Palestine mandataire.

## Enquêtes britanniques

### La Commission Shaw
La commission Shaw menée par Sir Walter Shaw enquête sur les preuves matérielles pendant plusieurs semaines. Les principales conclusions de la Commission sont les suivantes :  
- La cause fondamentale « sans laquelle les troubles n’auraient pas eu lieu ou n’auraient été que des manifestations locales est le sentiment d'animosité et d'hostilité des Arabes envers les Juifs qui découlent de la non-réalisation de leurs aspirations politiques et nationales et de la peur pour leur avenir économique »[7]. Ce sentiment tel qu’il existe vient de la crainte ressentie par les Arabes que les nouveaux immigrants juifs soient non seulement une menace pour leur gagne-pain, mais se présentent comme une nouvelle autorité pour l’avenir[8].
- Les causes immédiates des violences sont :
  1. La longue séries d’incidents liés au Mur des lamentations… ces incidents doivent être regardés dans leur ensemble mais l’incident qui selon notre point de vue à le plus contribué aux violences était la manifestation juive près du Mur des lamentations le 15 août 1929, menée par la jeunesse du Betar.
  2. La deuxième cause la plus importante est l’activité de l’association de Protection des lieux saints musulmans et dans une moindre mesure l’organisation sioniste du Comité pour le Mur des lamentations.
- L’existence d’articles virulents dans certains journaux arabes, dans un quotidien juif et un hebdomadaire juif.
- La propagande parmi les populations arabes les moins éduquées pour les pousser à la violence.
- La croissance de l’agence juive.
- L’inadéquation des forces militaires et d’une police disponible et fiable.
- La croyance… que les décisions du gouvernement palestinien pourraient être influencées par des considérations politiques.
- Les émeutes de Jérusalem du 23 août commencent par des attaques non-justifiées des Arabes sur les Juifs (sans lien apparent avec des meurtres d’Arabes).
- Cette émeute n’était pas préméditée.
- Les émeutes ont pris la forme dans leur majorité d’attaques par des Arabes de Juifs accompagnés de saccages injustifiés de maisons juives. Le massacre d’Hébron a été permis par une inaction des forces de l’ordre. Dans certains cas, des Juifs ont attaqué des Arabes et ont détruit des maisons arabes en réponse, bien que cela ne justifie pas leur action.
- Le Grand Mufti de Jérusalem était guidé par ses deux désirs : à la fois, s’opposer aux Juifs et rassembler l’opinion musulmane sur la question du Mur des lamentations. Il n’avait jamais eu aucune intention d’utiliser sa campagne religieuse comme moyen pour pousser aux troubles ou aux émeutes.
- En ce qui concerne la pratique religieuse au Mur des lamentations, on ne peut rien reprocher au Mufti qu'on ne pourrait reprocher à certaines autorités religieuses juives… Aucune connexion ne peut être établie entre le Grand Mufti et les personnes supposées ou identifiées comme ayant lancé les troubles… Après le début des troubles, le Grand Mufti a coopéré avec le gouvernement britannique dans son effort pour le retour à la paix et pour prévenir l’extension des troubles.
- [On ne peut pas condamner le gouvernement britannique de n’avoir pas fourni d’armes, de moyens de défense et moyens similaires aux populations juives.]
- Les conclusions de la Commission Shaw recommandent au gouvernement britannique de revoir sa politique d’immigration juive et de vente de terres aux Juifs. Ces recommandations ont directement mené à la Commission Royal Hope Simpson de 1930.

Le membre de la commission et pro-sioniste Harry Snell a signé le rapport mais y ajouta une note de réserve. Bien qu’il soit d'accord que le Mufti n'était pas directement ou indirectement responsable des violences, il pense que le Mufti était au courant des campagnes antisionistes et des dangers de troubles. Il attribue par conséquent au Mufti une plus grande part de responsabilité par rapport à la Commission. Snell s’oppose également aux conclusions du rapport en matière d’immigration juive et ne soutient pas les restrictions préconisées sur les achats de terre par des Juifs. Mais concernant les principales causes des émeutes, Snell est d’accord avec les conclusions du rapport.

### Commission Royal Hope Simpson de 1930
La commission a été menée par Sir John Hope Simpson et le rapport daté du 1er octobre 1930 fut publié le 21 octobre 1930. Le rapport recommande de limiter l’immigration juive à cause du manque de terres arables pour tous.